# Nagy-Berek
A Nagy-Berek Magyarország egyik kistája, a Kis-Balaton egyik meghatározó ökológiai tényezője. Területe két vármegye, Somogy és Zala, ezeken belül három járás, a Marcali, a Fonyódi és a Keszthelyi között oszlik meg.
A Nagy-Berek a Dunántúli-dombság öt földrajzi kistájának kisebb-nagyobb részét foglalja magába, így természeti képe a viszonylag csekély függőleges tagoltság ellenére is változatos. Nyugaton a Kis-Balaton-medence peremén helyezkedik el Főnyed, Hollád, Szőkedencs, Tikos és Vörs. Nikla és Táska a Nagyberekre néz, a térség déli településeit befogadó hullámos Belső-Somogyot pedig a markánsan elkülöníthető Marcali-hát osztja keleti és nyugati részre.
A vízszint és a partvonal szabályozása előtti időkben a változó vízállásnak megfelelően nagy kiterjedésű mocsárvidék húzódott a déli parton, amit a helyi népnyelv Bereknek nevezett. A Kis-Balaton-medence és Nagyberek kistájon a nyílt növénytársulások – nádasok, sásosok, láprétek és mocsárrétek – az uralkodóak, fás növénytársulásait a puha- és keményfás ligeterdők alkotják. E kistájakra a gyenge termőképességű réti- és láptalajok a jellemzőek, így gazdasági potenciáljuk inkább a lápvilág természeti értékeinek megőrzése mentén teljesedik ki a lecsapolás sikertelensége folytán elmaradt erőltetett mezőgazdasági hasznosítás helyett . A tájképi, növény- és állattani, valamint vízföldrajzi értékek megvédése jegyében helyezték jogi oltalom alá a Kis-Balatont és környékét 1951-ben, a Nagybereket pedig 1977-ben.
A kistérség a Balaton-felvidéki Nemzeti Park területét és a Boronka Tájvédelmi Körzetet is érinti, emiatt a mezőgazdasági művelésbe bevonható területek nagysága korlátozott. Kiemelt fontosságú a természetvédelmi területek megóvása.

## Domborzati viszonyok
A kistérség természeti képét a Balaton partjától 50 km hosszan déli irányba futó lankás dombvonulat, a Marcali-hát uralja. A tópart közelében a hát tengerszint feletti magassága meghaladja a 250 métert, majd dél felé 140–160 méterre alacsonyodik. Az északi oldalán helyenként meredek – 15–30 fokos – lejtők alakultak ki, amelyek többnyire instabilak, mozgásveszélyesek. A dombvonulatot befedő 5–10 m vastag lösz-takaró és a rajta kialakult agyagbemosódásos barna erdőtalaj kiváló bortermő vidékké avatja a kistájat.
Kelet-Belső-Somogy és Nyugat-Belső-Somogy kistájai geomorfológiai szempontból hordalékkúp síkságként értelmezhetők. Tengerszint feletti magasságuk nem haladja meg a 200 métert, formakincsüket a kötött futóhomok formák és a lapos, sűrű völgyhálózat jellemzi.

## Éghajlat
A kistérség éghajlata mérsékelten meleg, mérsékelten nedves, az évi középhőmérséklet 9,8–10,3 °C körül alakul. A napsütéses órák száma évente 1950–2050 között mozog. A csapadék évi mennyisége északról dél felé 700 mm-ről 750 mm-re nő. A csapadékeloszlásra jellemző az évi kétszeri, májusi és szeptemberi maximum. A leggyakrabban északról fújnak a szelek.
Legfontosabb éghajlati jellemzők:
- Évi hőmérsékleti átlag:	10,5 Cº
- Évi csapadék:		700–750 mm
  - ebből tenyészidőszakban:	400–420 mm
- Uralkodó szélirány:		ÉK és DNY
- Hótakarós napok száma:		35-40 nap
- Átlagos hótakaró vastagsága:	7–9 cm.

## Talajviszonyok
Földtani szempontból a kisrégió talajt alkotó kőzetei két csoportba sorolhatók:

### Somogyi homokvidék
A Somogyi homokvidék alapkőzete pannon rétegekből áll. A lesüllyedt részekre a pleisztocénben homok rakódott és az uralkodó északi szelek hatására észak-dél irányú buckasorozatok alakultak ki, amire helyenként lösztakaró települt. A patakok mentén, valamint a lefolyástalan pangó vizű foltokban nagy mennyiségű agyaglerakódás található. A homok kémhatása savanyú, mészben szegény. A pangó vizű lefolyástalan lápfoltok száma több százra tehető.
A Somogyi homokvidéken a legelterjedtebb talaj a rozsdabarna erdőtalaj (56%), mely főleg az enyhe lejtésű, széles domboldalakon található. A víz- és tápanyag-gazdálkodás a vastag termőréteg ellenére is csak közepes. A talaj CaCO3-mentes. A réti erdőtalajok (11%) és az egyéb réti, réti öntés és lápos réti talajok (9%) ott fordulnak elő, ahol a mély fekvés következtében a talajvíz fontos termőhelyi tényező, de a talajvíz sohasem olyan magas, hogy egész évben a felszínig érne. A humuszos homok és kombinációi (9%) a homokbuckák és dombvonulatok lapos hátain és az oldalak felső harmadában találhatók.

### Marcali löszhát
A Marcali löszhát észak-dél irányú dombhát, melyet fiatal pliocén agyag, homok, homokkő épít fel. A jelenlegi felszín a völgyek bevágódásával, az erózió következtében vált szabdalttá. A szabdalt felszínre lerakódó lösz vastagsága eltérő, átlagosan 2–3 m. A jelenleg is működő eróziós és suvadásos hatások még napjainkban is alakítják a térszínt.
A Marcali löszháton leggyakrabban előforduló talajtípus az agyagbemosódásos barna erdőtalaj. A dombok oldalain, nagyobb kiterjedésű tetőkön és széles völgyekben egyaránt ez a talajtípus alakult ki. Alapkőzete lösz, a termőréteg vastagsága 70–140 cm között változik. A legszebb állományokat nevelő talaj. Az erősen nedves agyagos-vályog talajokon, különösen a völgyekben időszakosan túl nedves pseudoglejes barna erdőtalajok találhatók. Ezek vályogosak, jó levegőzésűek, de viszonylag szárazak (cseres-tölgyesek). A völgyekben a réti és réti öntéstalajok mellett lejtőhordalék erdőtalajok is megtalálhatók.
Az agrár ágazatban leginkább az extenzív termelési fejlesztések indokoltak. A talajok termőképességét figyelembe véve szántóföldi gazdálkodási fejlesztések: Gadány, Szenyér, Tapsony,  Főnyed és Marcali határában, gyümölcstermesztési fejlesztések: Nemesdéd, Somogysimonyi, Nagyszakácsi, Nemesvid, Nemeskisfalud, Tapsony, Gadány, Kelevíz, Csömend, Nikla, Marcali és Kéthelyen, szőlőtermesztési fejlesztések: Tapsony, Nagyszakácsi, Somogyzsitfa, Somogysámson, Kéthely, Marcali, Csömend, Nikla és Pusztakovácsiban, az állattartással kapcsolatos fejlesztések (a legelőterület aranykorona értékét figyelembe véve) pedig leginkább: Tapsony, Nagyszakácsi, Marcali, Gadány, Sávoly és Kéthelyen képzelhető el. Az erdőgazdálkodási fejlesztések a meglévő erdőövezetekben (a térség délnyugat, illetve délkeleti részén), illetve az alacsony termőképességű területeken (erdőtelepítés esetén).

## Vízkészletek, vízgazdálkodás
Vízfolyásainak nagy többsége közvetlenül vagy közvetve a Balatonba torkoló közepes vízgyűjtőjű, az év nagy részében kis vízhozamú patak és csatorna, ilyenek a Zala-Somogy-határárok, a Medvogya-patak, a Szentpáli-árok, a Boronka-patak, a Marót-völgyi-csatorna stb. A kistérség vízfolyásai közül mindössze a Böhönye határában eredő Rinya-patak tartozik a Dráva vízgyűjtőjéhez. A patakok, csatornák számos mesterséges tavat, tórendszert táplálnak, amelyeket részben a Balaton vízminőségének védelmében – Marcali-tározó –, részben haltenyésztés céljából hoztak létre.
A Kis-Balaton teljes területe országos védettség alatt áll, illetve az 1971-es Ramsari egyezmény is vonatkozik rá. A vízminőségi feladatokat a Nyugat-dunántúli Vízügyi Igazgatóság (a Balaton tóra vonatkozóan a Közép-dunántúli Vízügyi Igazgatóság) látja el. A Balaton vízszintjének csökkenése, mely a globális felmelegedés kísérőjelenségeként magyarázható, az előző programozási időszakhoz képest negatív hatással volt a térségre. Visszavetette a turizmust, a vendégforgalmat – elsősorban a külföldről érkezők száma csökkent. A Balaton Fejlesztési Tanács tanulmányt készíttetett a mesterséges vízpótlás lehetőségeiről, a javasolt megoldások közül ez idáig egyik sem valósult meg. Kedvező tendencia ugyanakkor, hogy a vízszint csökkenése mellett a víz minősége igen jelentősen javult az elmúlt években.
Jelentősebb vízfolyások nyugatról kelet felé haladva a következők:
- Mélyvölgyi patak
- Sári csatorna
- Boronka patak (Hosszúvíz, Nádas ér, Papréti árok, Lencsen-búsvári vízfolyás mellékágakkal)
- Aranyos patak
- Koroknai vízfolyás

A terület nagy része a Boronkai vízfolyás vízgyűjtőjébe tartozik. A vízgyűjtőt homokos felszín és kis relief-energia jellemzi, amely a vízfolyásokban kis lebegőanyag-tartalmat eredményez. A kedvező hordalékképződés következtében az itt található tavak a dunántúli átlagnál hosszabb életűek. A Boronka térségben 40-nél több halastó található 366 ha vízfelülettel, ebből 16 a Tájvédelmi Körzetbe esik 175 ha felülettel.
A talajvíz a völgyekben alig 2 méteres mélységben elérhető – az alacsonyabb térszíneket ezért gyakran veszélyezteti a belvíz –, de a dombhátakon sincs mélyebben 10 méternél. A talajvizek a közműolló nyitottsága miatt szennyezettek, emberi fogyasztásra nem alkalmasak. Az ivóvíztermelésre felhasználható rétegvizek csekély, 100-200 méteres mélységben elérhetők.
A felszín alatti vizek közül kiemelkedő értéket képviselnek a különböző ásványi összetételű termálvizek. Marcali alkáli-hidrogénkarbonátos termálvize orvosszakértői vizsgálatok alapján mozgásszervi megbetegedések kezelésére alkalmas, Somogyszentpál határában 80 °C termálvizet tártak fel, Táska jódos-brómos ásványvize ma még kihasználatlan erőforrás, a közeli Csisztapusztával szemben a zöldmezős beruházás minden előnyét kínálja. Sávolyban 90 °C-os 11.000 mg/l sótartalmú termálvíz várja lefojtott kútban a jövőt. Reménybeli melegvíz-készletek találhatók Varászlón a Szőlő-hegy alatt.

## Növényzet
A terület a Dél-Dunántúli flóravidék (Praeillyricum) Belső-Somogy flórajárás (Somogyicum) terül el. A Somogyi dombvidék csaknem sík, de a néhány méteres szintkülönbség rendkívüli változatosságot eredményez, a lápoktól a száraz homoki gyepekig fordulnak elő a növénytársulások. Erdők közül megtalálhatók az égerligetek, néhol a tölgy- kőris-szil ligeterdők, a gyertyános-tölgyesek, néhol szigetszerűen (azonálisan) bükkös foltok. A táj zonális társulásai a cseres-tölgyesek különböző típusai. Kultúrerdők közül az akácosok és erdei fenyvesek találhatók. A táj őshonos fafajai: fenyőfélék közül az erdeifenyő (Pinus sylvestris), lombfák közül legjelentősebb a kocsányos tölgy (Quercus robur), kisebb mértékben a kocsánytalan tölgy (Quercus petraea). Megtalálható az ezüst hárs (Tilia argentea), a cser (Quercus cerris), a molyhos tölgy (Quercus pubescens), virágos kőris (Fraxinus omus), cseresznye (Prunus avium), mézgás éger (Alnus glutinosa), juharok (Acer nemzetség), szilek (Ulmus nemzetség), rezgő (Populus tremula) és fehér nyár (Populus alba), a kőrises égerlápokban a hegyes fogú magyar kőris (Fraxinus angustifolia pannonica). A Marcali löszhát dombvidékén gyertyános-tölgyes, cseres-tölgyes, extrazonálisan bükkös is előfordul.
A Boronka kistérség legjellegzetesebb növénytársulásai: felszíni lebegőhínárok; gyökerező hínárok; nádas; zsombékos (Carex elata); láp- és mocsárrétek; bokorfüzesek; fűz-nyár ligeterdők; égerlápok; égerligetek; tölgy-kőris-szil ligeterdők; gyertyános-tölgyesek; bükkös; cseres-tölgyesek; zárt és nyílt homoki gyepek.
Természetvédelmi szempontból értékes növénytársulások:
- Láprétek: Az egykori égeres láperdők helyén vagy a lefolyástalan, pangó vizes medencékben, ártereken alakultak ki. A társulásban gyakran élnek ritka, veszélyeztetett növényfajok. A társulás jellegzetes növénye a hússzínű ujjaskosbor (Dactylorhiza incarnata), a vidrafű (Menyantis trifoliata), a szibériai nőszirom (Iris sibirica) és a mocsári kosbor (Orchis laxiflora).
- Gyertyános-tölgyesek: A társulás bővelkedik védett növényfajokban. Ezek közül a kakasmandikó (Erythronium dens-canis) ma már csak Kakpuszta környékén található nagyobb populációban. Megtalálható még a karéjos vesepáfrány (Polistichum aculeatum), a tavaszi tőzike (Leucojum vernum), a sárga sásliliom (Hemerocallis lilioaspholedus), a szúrós csodabogyó (Ruscus aculeatus), melyek országos viszonylatban is ritkák.

A Marcali-hát és Nyugat-Belső-Somogy elterjedt potenciális erdőtársulásai a gyertyános- és cseres-tölgyesek, a dombhátakon illír bükkösök, a patak partokon égeresek, ma mindössze a felszín 20%-át borítják. Kelet-Belső-Somogyban a sajátos domborzati, talajtani és vízrajzi adottságok révén, a viszonylag sík területen is rendkívül változatos növényvilág alakulhatott ki. Néhány méteres szintkülönbség ugyanis azt eredményezheti, hogy a lápoktól a száraz homoki gyepekig a legkülönbözőbb növény-társulások találhatnak megfelelő élőhelyet. A pangóvizes mélyedéseket láprétek fűz- és égerlápok foglalják el, a patakok partját égerligetek, helyenként tölgy-kőris-szil ligeterdők kísérik. Az üde vízgazdálkodású talajokon nagy kiterjedésű gyertyános-tölgyesek alakultak ki, amelyeket gyakran bükkösök öveznek. A legmagasabb, legszárazabb termőhelyek potenciális erdőtársulásai a cseres-tölgyesek, amelyek irtásain másodlagosan száraz homoki gyepek jöttek létre.  
Az erdőművelésbe vont területeket vegyes korú lombos erdők borítják gazdag nagyvad állománnyal.
A domborzati viszonyok és a talajállapot által nagymértékben meghatározott víz-erózió, valamint a szél okozta erózió veszélyezteti a kistérség területét. Az eróziós károk megszüntetése, mérséklése a termőtalaj és a környezet védelme érdekében halaszthatatlan feladat, a termelési és környezetvédelmi célkitűzések feltétlen összhangját igényli.

## Állatvilág
A terület geológiai adottságai az itt található növénytársulások, rendkívül változatos élőhelyet biztosítanak az állatvilág számára. A magas évi csapadékmennyiség, a viszonylag magas talajvíz, az állandóan párás környezet elsősorban a kétéltűek és a hüllők számára biztosít kedvező életfeltételeket. Itt él az ország az egyik legjelentősebb mocsári teknős (Emys orbiccularis) populációja. A keresztes vipera fekete változata (Vipera berus bosniensis) a párás hegyvidékre jellemző klíma miatt kedveli a kistérség nedves élőhelyeit. A patakok és a völgyekben kialakult égerlápok, valamint a nagy kiterjedésű halastavak bőséges táplálékot biztosítanak fokozottan védett madárfajoknak. A rétisas (Haliaeetus albicilla) Somogy megye legértékesebb ragadozó madara. A Somogy Természetvédelmi Szervezet Rétisas védelmi programjának köszönhetően a kistérségben 2010-ben három pár rétisas  fészkelt. A Nagy-berekben még megtalálhatóak a Szarvas, a Vaddisznó és az Őz.